# Bouxwiller (Alto Rin)
Bouxwiller es una comuna francesa, situada en el departamento de Alto Rin, en la región de Alsacia.

## Demografía
| 308 | 330 | 336 | 328 | 314 | 415 |
| Para los censos de 1962 a 1999 la población legal corresponde a la población sin duplicidades (Fuente: INSEE [Consultar]) |     |     |     |     |     |